# Camponotus atrox
Camponotus atrox é uma espécie de inseto do gênero Camponotus, pertencente à família Formicidae.